# Sloup Nejsvětější Trojice (Zákupy)
Sousoší Nejsvětější Trojice (též zvané Trojiční sloup)  je barokní sousoší z roku 1708 na zákupském náměstí Svobody. Je označován za jednu z nejkrásnějších a nejvýstavnějších památek města, a je chráněn jako kulturní památka České republiky.

## Historie
Sloup nechala postavit velkokněžna Anna Marie Františka Toskánská v roce 1708, sídlící od roku 1689 na zámku Zákupy. Autorem díla byli dvorní sochař velkovévodkyně Ondřej Dudke a kameník M. Hubner. Malířské práce odvedl dvorní malíř kněžny Jindřich František Krause. Vzorem byl morový sloup ve Vídni od Bernarda Fischera z Erlachu.

## Opravy a renovace

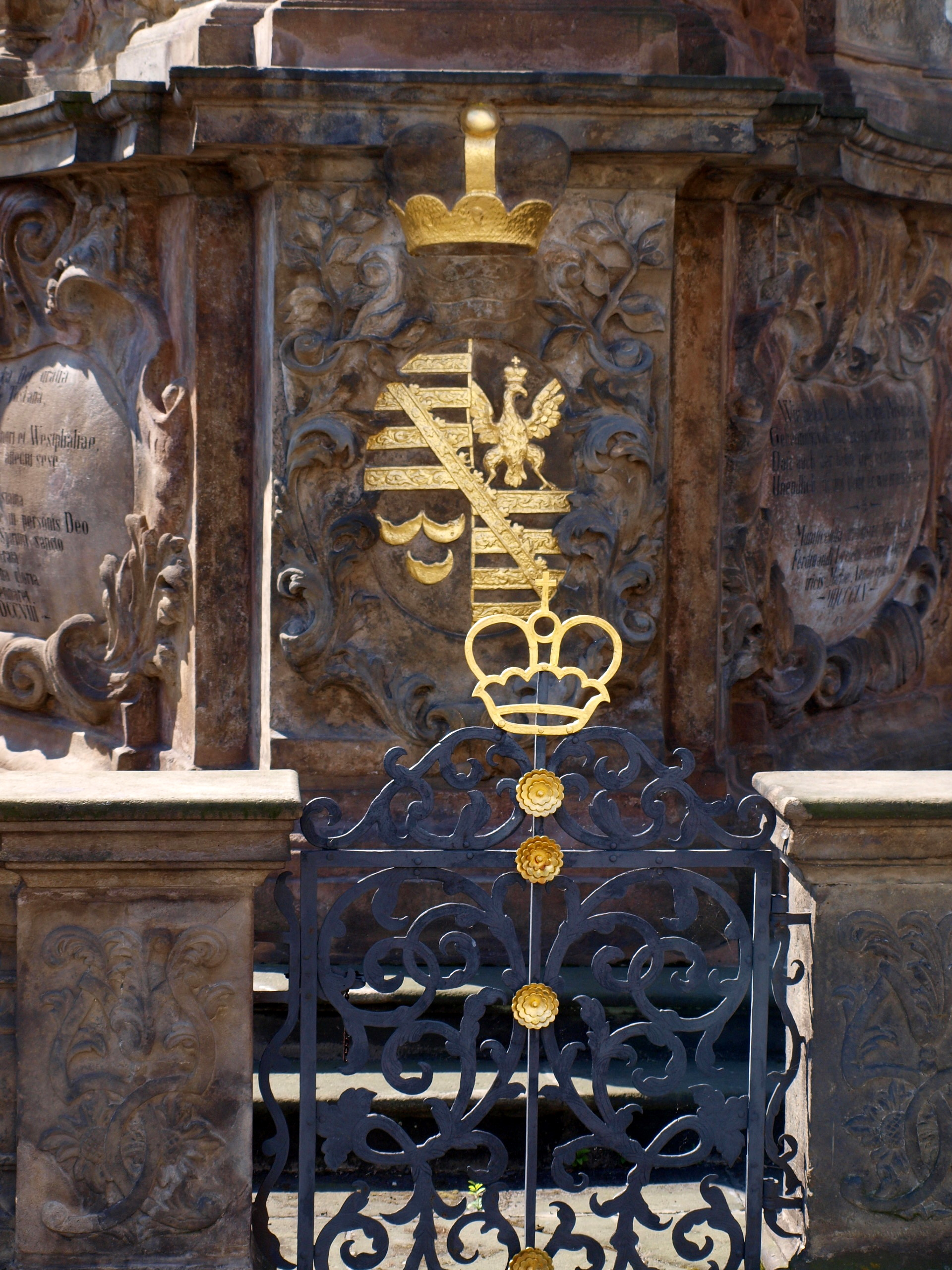
Detail erbu sasko-lauenburského vévodského rodu na patě sloupu

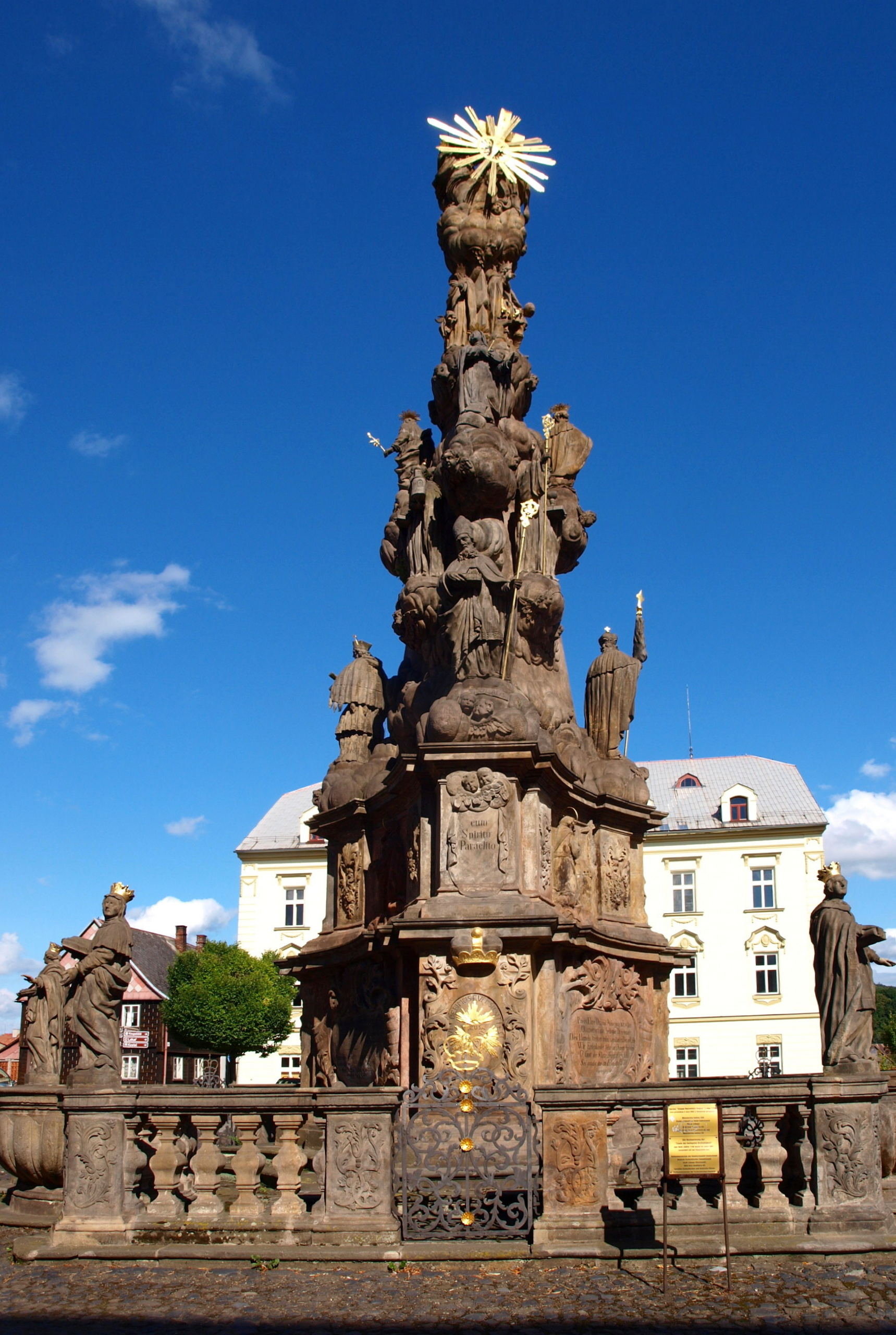
Sousoší Nejsvětější Trojice v Zákupech

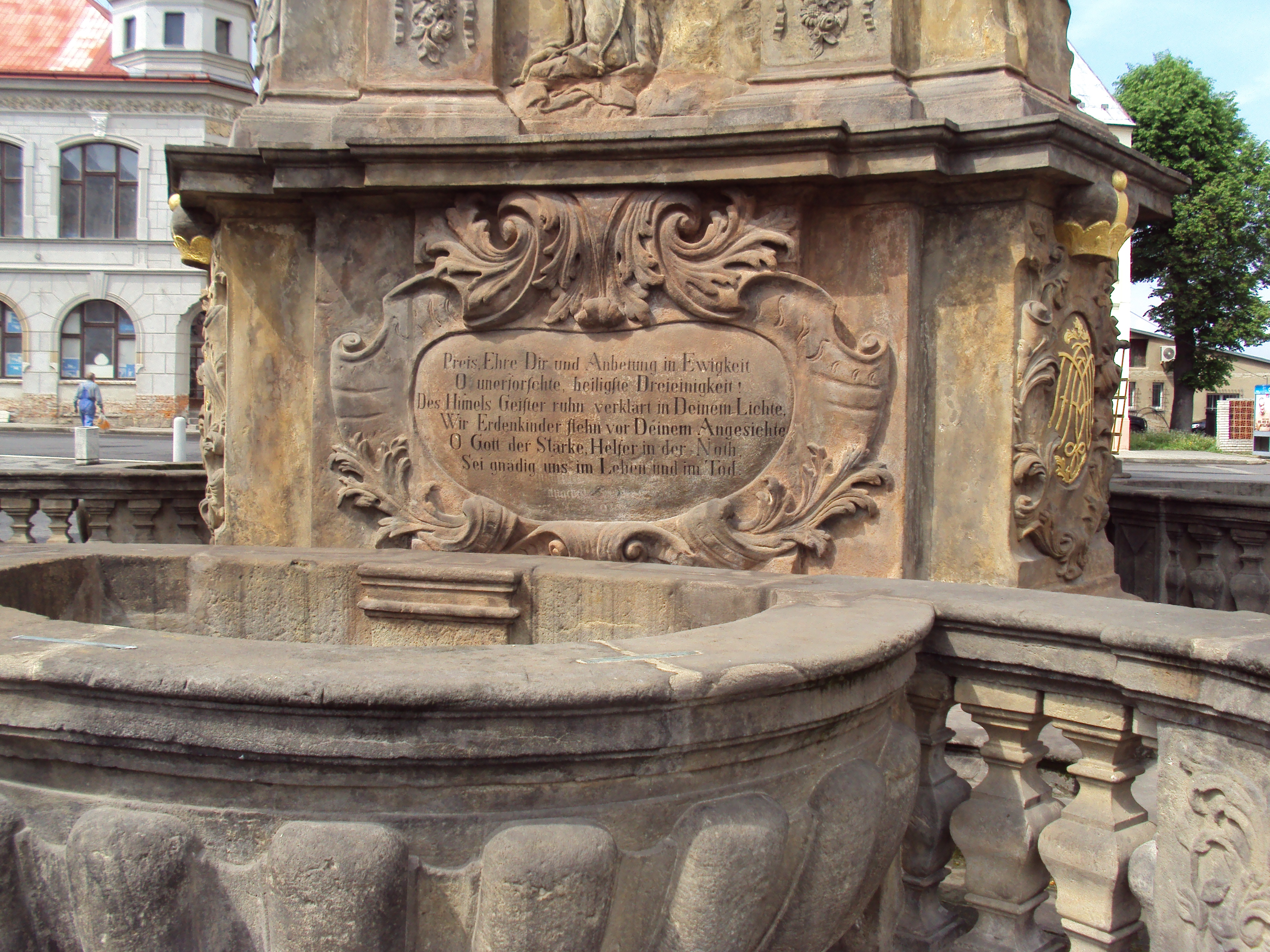
Detail sloupu

Při první zaznamenané opravě v roce 1717 byly prováděny práce na vodních nádržích při patě sloupu. Při další opravě v roce 1756 byly opravovány sochy, zlacení a barvy. V roce 1860 byl stav sloupu popsán v českolipském tisku jako krásné umělecké dílo 150 let neopravované, stojící před zánikem, protože sochy jsou již nezřetelné a ze sloupu odpadávají kameny. Tentýž rok byla provedena rozsáhlá renovace z peněz poskytnutými excísařem Ferdinandem V., který byl tehdy vlastníkem zákupského zámku. Při ní byly také odstraněny přítoky vody do kašen a vyměněny některé sochy.
Další opravy sousoší byly provedeny v letech 1972 až 1974. Během oprav v roce 1996 byla rozebrána podesta, a znovu, včetně zpevnění, v roce 2002. Zatím poslední restaurátorské práce byly provedeny za 2 662 800 Kč v roce 2007 s vydatnou pomocí Ministerstev kultury SRN a ČR, Česko-německého fondu budoucnosti, zákupských rodáků a několika firem. Dne 9. září 2007 byl pak sloup vysvěcen tehdejším litoměřickým biskupem ThDr. Mons. Josefem Kouklem během Zákupských slavností.

## Popis sousoší
Sousoší je vytesáno z pískovce s trojúhelníkovým půdorysem. Jeho výška je 14 metrů. Na něm i na balustrádách kolem sloupu je 20 soch, žádná z nich však nezobrazovala světce, označovaného církví jako ochránce proti moru, proto je sousoší dnes označováno jako Trojiční sloup. Je však možné, že některá ze soch, které byly v roce 1860 odstraněny, zobrazovala světce majícího k moru vztah.
Na vrcholu sloupu je oblakový trůn se sousoším Nejsvětejší Trojice, kde sochy jsou popsány Bůh Otec, Bůh Syn a Bůh Duch Svatý. Při patě byly tři bazénky, vodní nádrže.
Sochy na zábradlí jsou sv. Vavřinec (S.Lavrentivs), sv. Florián (S.Fabian), sv. Kateřina (S.Catharina), sv. Eufemie (S.Evphemia), sv. Alžběta (S.Elisabeth) a sv. Lucie (S.Lucia). Další sochy ve výšce jsou sv. Jan Nepomucký, sv. Václav, sv. Mikuláš, sv. Dominik, sv. Benedikt, sv. Hedvika, sv. Josef, sv. Anna, sv. Terezie, Panna Maria, sv. Edmund, sv. Matylda. Na desce orientované severně je pozlacený velkovévodský toskánský znak. Na další desce v západním směru je pozlacený symbol Božího oka s připojeným nápisem Videbimus Eum est. Lucis. Psalm. 46. 18.

## Chráněná památka
Zákupský Trojiční sloup je zapsán na Ústředním seznamu kulturních památek České republiky pod číslem 41422/5-3430.